# Desfranquització
La desfranquització és un procés polític i social a l'Estat Espanyol amb l'ànim de remoure dels serveis públics, de la política, de la justícia i de l'exèrcit, per llei, totes les persones que van col·laborar o simpatitzar activament amb la dictadura de Francisco Franco; suprimir de la vida pública monuments i plaques que l'honren; prohibir totes les organitzacions; confiscar els béns de falangistes prominents; restituir els béns robats; rehabilitar i indemnitzar les víctimes, tornar els arxius robats als propietaris legals o legítims, prohibir l'ús de símbols, uniformes, logotips de les organitzacions abolides i estimular activament l'esperit democràtic.
Ans al contrari del que va passar a Portugal (1974) i Grècia (1975), que van tornar a la democràcia quasi simultàniament, a Espanya no va fer-se cap purga i molts alts càrrecs del règim dictatorial van continuar ocupant responsabilitats en els partits polítics, la premsa, la indústria i el món financer. Aquesta desfranquització força incompleta és vista com una de les raons de la tova cultura política i democràtica a Espanya. L'historiador anglès Paul Preston explica que «Espanya queda acomplexada i en tensió, per què mai no hi va haver un procés de 'desfranquització'», contràriament al que passà a altres països després de la caiguda d'una dictadura.
La paraula és un neologisme format per analogia amb desnazificació, el procés inacabat iniciat per les forces aliades després de la caiguda de la dictadura hitleriana el 1945 o la desestalinització després de la mort de Ióssif Stalin el 1953 a la Unió Soviètica. Fins a l'exhumació a l'octubre de 2019, la presència del cadàver de Franco al mausoleu faraònic de la Valle de los Caïdos era un problema crònic de la política espanyola. El 2017, malgrat una majoria al Congrés per tornar les restes del dictador a la família, el govern en minoria del Partit Popular no havia volgut actuar.

## Estat d'un procés inacabat

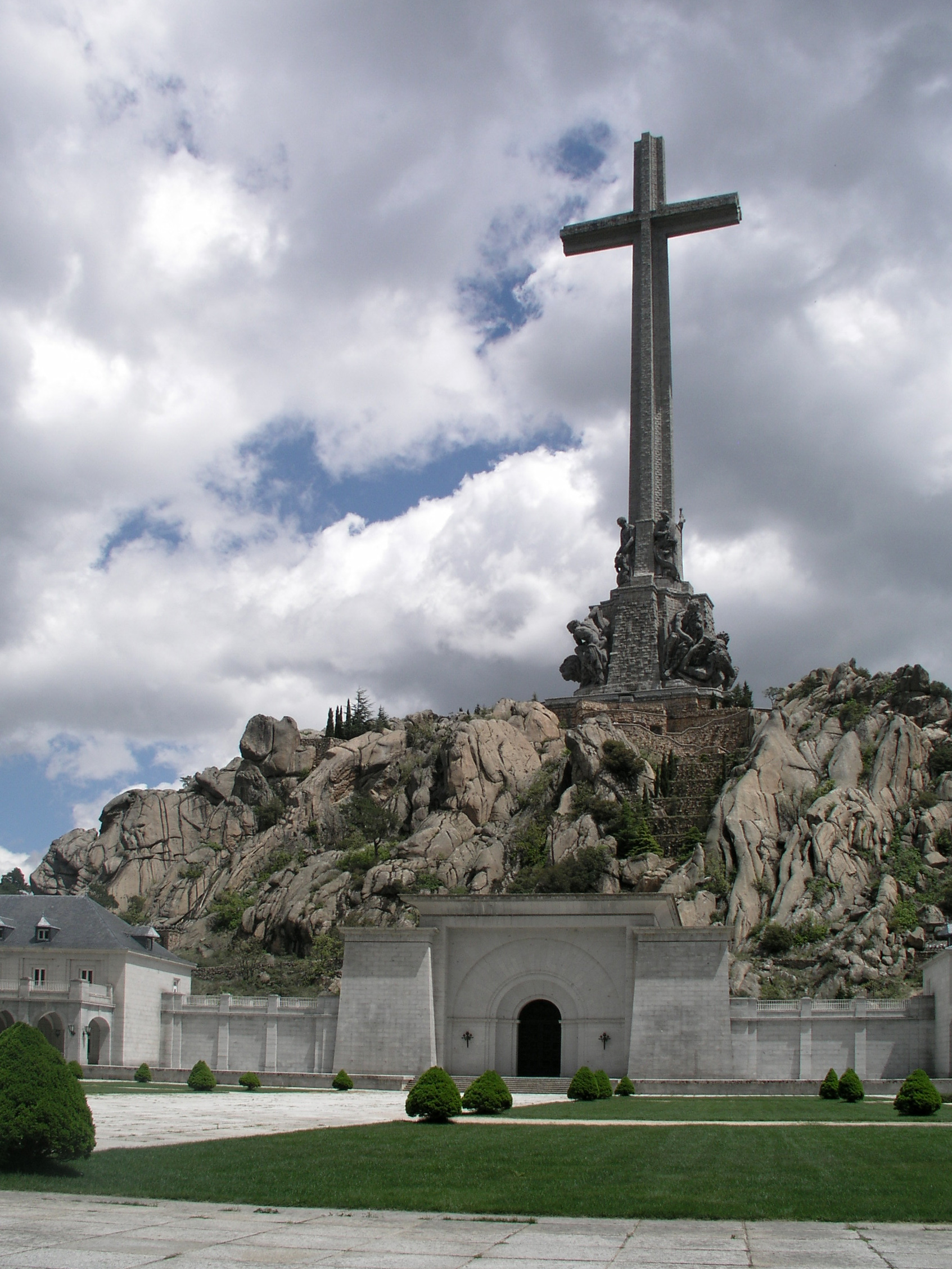
Entrada del mausoleu de la Valle de los Caídos on es trobavan les restes del dictador Franco fins al 24 d'octubre de 2019

A Alemanya, la desnazificació va començar a penes unes setmanes després de la caiguda de la dictadura. Això no passà a Espanya. El 1979, al seu assaig La España Inacabada, Manuel Vázquez Montalbán ja va constatar: «El Govern i la democràcia hauran de pagar un preu dramàtic per a la no desfranquització d'Espanya». Als primers anys de la transició democràtica, la por d'una nova guerra civil era «incompatible amb qualsevol procés explícit de desfranquització».
Encara el 2004, vint-i-cinc anys després de Montalbán, l'historiador Jaume Claret, continuava deplorant que no es va fer cap procés similar i «els franquistes esdevingueren ‘demòcrates de tota la vida’.» A l'Estat espanyol la primera iniciativa legislativa al nivell nacional va fer-se esperar fins al 2007, 32 anys després de la mort de Franco, amb l'aprovació de la Llei de Memòria Històrica que «declara de manera genèrica la il·legitimitat del règim franquista i estableix altres mesures molt saludables (com la «desfranquització» dels espais i monuments públics, l'obertura dels arxius oficials, l'exhumació de les restes dels desapareguts i executats sota la supervisió de les administracions públiques, i la inclusió de noves categories de víctimes en els plans d'indemnitzacions), però no facilita de manera efectiva el camí per a l'anul·lació judicial dels càstigs arbitraris, la sanció penal dels victimaris i la reparació integral de les víctimes.» L'operació roman difícil i troba encara avui molta resistència, com l'il·lustra per exemple la història del monòlit franquista erigit el 1943 a Artés i només ensorrat a la fi del 2013, la subsistència encara el 2015 de múltiples carrers i places que porten el nom del dictador o la polèmica entorn d'un homenatge oficial, el 2013 i el 2015 a la División Azul, batalló franquista, aliat de Hitler.
Segons perits en la matèria de reconciliació, el procés de desfranquització no serà gaire fàcil ni ràpid. El 2006, José Antonio Martín Pallín, magistrat del Tribunal Suprem va preconitzar que la desfranquització és un deure cap a les persones que van defensar la república i cerca «vies inobjectables de tal manera que ningú al sistema jurídic pugui posar traves» al procés. Cilly Kugelmann, directora del Museu Jueu de Berlín opina que l'Estat espanyol necessita distància per poder reconciliar-se amb el seu passat, perquè «la generació que va formar part del franquisme, que ara es considera criminal» encara viu i «mai no farà autocrítica». «És qüestió de temps, la segona o tercera generacions posteriors als testimonis han d'interpretar la història amb llibertat, de manera diferent», mentre que els que van viure el franquisme «no el criticaran perquè es criticarien a ells mateixos». Kugelmann recomana la creació de «museus d'història contemporània sobre el franquisme i què va significar per a la gent que el va patir, quins crims es van cometre i com ho porta la societat postfranquista».
La coexistència del passat franquista i del present, és una temàtica recurrent en les pel·lícules de Ventura Pons i Sala.